# Псевдо-Єрохіна тема
Тема псевдо-Єрохіна — тема в шаховій композиції ортодоксального жанру. Суть теми — переміна функцій ходів білих фігур у двох фазах, де вступний хід і мат у варіанті першої фази стає відповідно матом варіанта і матом загрози у другій фазі на різні ходи чорних.

## Історія
Ця ідея походить від теми Єрохіна, в результаті її подальшої розробки.
У першій фазі білі роблять вступний хід, який чорні пробують спростувати, але на цей хід виникає мат. Чорні спростовують іншим ходом. У наступній фазі після певного вступного ходу виникає загроза мату, яка була матуючим ходом у першій фазі. На інший захист чорних, ніж був у першій фазі, виникає мат, що був вступним ходом першої фази.
Ідея дістала назву — тема псевдо-Єрохіна.
 Алгоритм теми псевдо-Єрохіна:
1.? ~ 2. B #, 1. … a 2. A #, 1. … !
1.A! ,1. … b 2. B #
або:
1.A? ,1. … a 2. B # , 1. … !
1.! ~ 2. B #, 1. … b  2. A #
|   | a | b | c | d | e | f | g | h |   |
| 8 | a8 чорна тура · e8 чорний кінь · e7 білий кінь · g7 чорний пішак · c6 біла тура · b5 чорний король · c5 білий слон · d5 чорний пішак · a4 чорний пішак · c4 білий кінь · a3 білий король · d3 білий пішак · g2 чорний кінь · h2 білий ферзь · c1 біла тура · e1 чорна тура | a8 чорна тура · e8 чорний кінь · e7 білий кінь · g7 чорний пішак · c6 біла тура · b5 чорний король · c5 білий слон · d5 чорний пішак · a4 чорний пішак · c4 білий кінь · a3 білий король · d3 білий пішак · g2 чорний кінь · h2 білий ферзь · c1 біла тура · e1 чорна тура | a8 чорна тура · e8 чорний кінь · e7 білий кінь · g7 чорний пішак · c6 біла тура · b5 чорний король · c5 білий слон · d5 чорний пішак · a4 чорний пішак · c4 білий кінь · a3 білий король · d3 білий пішак · g2 чорний кінь · h2 білий ферзь · c1 біла тура · e1 чорна тура | a8 чорна тура · e8 чорний кінь · e7 білий кінь · g7 чорний пішак · c6 біла тура · b5 чорний король · c5 білий слон · d5 чорний пішак · a4 чорний пішак · c4 білий кінь · a3 білий король · d3 білий пішак · g2 чорний кінь · h2 білий ферзь · c1 біла тура · e1 чорна тура | a8 чорна тура · e8 чорний кінь · e7 білий кінь · g7 чорний пішак · c6 біла тура · b5 чорний король · c5 білий слон · d5 чорний пішак · a4 чорний пішак · c4 білий кінь · a3 білий король · d3 білий пішак · g2 чорний кінь · h2 білий ферзь · c1 біла тура · e1 чорна тура | a8 чорна тура · e8 чорний кінь · e7 білий кінь · g7 чорний пішак · c6 біла тура · b5 чорний король · c5 білий слон · d5 чорний пішак · a4 чорний пішак · c4 білий кінь · a3 білий король · d3 білий пішак · g2 чорний кінь · h2 білий ферзь · c1 біла тура · e1 чорна тура | a8 чорна тура · e8 чорний кінь · e7 білий кінь · g7 чорний пішак · c6 біла тура · b5 чорний король · c5 білий слон · d5 чорний пішак · a4 чорний пішак · c4 білий кінь · a3 білий король · d3 білий пішак · g2 чорний кінь · h2 білий ферзь · c1 біла тура · e1 чорна тура | a8 чорна тура · e8 чорний кінь · e7 білий кінь · g7 чорний пішак · c6 біла тура · b5 чорний король · c5 білий слон · d5 чорний пішак · a4 чорний пішак · c4 білий кінь · a3 білий король · d3 білий пішак · g2 чорний кінь · h2 білий ферзь · c1 біла тура · e1 чорна тура | 8 |
| 7 | a8 чорна тура · e8 чорний кінь · e7 білий кінь · g7 чорний пішак · c6 біла тура · b5 чорний король · c5 білий слон · d5 чорний пішак · a4 чорний пішак · c4 білий кінь · a3 білий король · d3 білий пішак · g2 чорний кінь · h2 білий ферзь · c1 біла тура · e1 чорна тура | a8 чорна тура · e8 чорний кінь · e7 білий кінь · g7 чорний пішак · c6 біла тура · b5 чорний король · c5 білий слон · d5 чорний пішак · a4 чорний пішак · c4 білий кінь · a3 білий король · d3 білий пішак · g2 чорний кінь · h2 білий ферзь · c1 біла тура · e1 чорна тура | a8 чорна тура · e8 чорний кінь · e7 білий кінь · g7 чорний пішак · c6 біла тура · b5 чорний король · c5 білий слон · d5 чорний пішак · a4 чорний пішак · c4 білий кінь · a3 білий король · d3 білий пішак · g2 чорний кінь · h2 білий ферзь · c1 біла тура · e1 чорна тура | a8 чорна тура · e8 чорний кінь · e7 білий кінь · g7 чорний пішак · c6 біла тура · b5 чорний король · c5 білий слон · d5 чорний пішак · a4 чорний пішак · c4 білий кінь · a3 білий король · d3 білий пішак · g2 чорний кінь · h2 білий ферзь · c1 біла тура · e1 чорна тура | a8 чорна тура · e8 чорний кінь · e7 білий кінь · g7 чорний пішак · c6 біла тура · b5 чорний король · c5 білий слон · d5 чорний пішак · a4 чорний пішак · c4 білий кінь · a3 білий король · d3 білий пішак · g2 чорний кінь · h2 білий ферзь · c1 біла тура · e1 чорна тура | a8 чорна тура · e8 чорний кінь · e7 білий кінь · g7 чорний пішак · c6 біла тура · b5 чорний король · c5 білий слон · d5 чорний пішак · a4 чорний пішак · c4 білий кінь · a3 білий король · d3 білий пішак · g2 чорний кінь · h2 білий ферзь · c1 біла тура · e1 чорна тура | a8 чорна тура · e8 чорний кінь · e7 білий кінь · g7 чорний пішак · c6 біла тура · b5 чорний король · c5 білий слон · d5 чорний пішак · a4 чорний пішак · c4 білий кінь · a3 білий король · d3 білий пішак · g2 чорний кінь · h2 білий ферзь · c1 біла тура · e1 чорна тура | a8 чорна тура · e8 чорний кінь · e7 білий кінь · g7 чорний пішак · c6 біла тура · b5 чорний король · c5 білий слон · d5 чорний пішак · a4 чорний пішак · c4 білий кінь · a3 білий король · d3 білий пішак · g2 чорний кінь · h2 білий ферзь · c1 біла тура · e1 чорна тура | 7 |
| 6 | a8 чорна тура · e8 чорний кінь · e7 білий кінь · g7 чорний пішак · c6 біла тура · b5 чорний король · c5 білий слон · d5 чорний пішак · a4 чорний пішак · c4 білий кінь · a3 білий король · d3 білий пішак · g2 чорний кінь · h2 білий ферзь · c1 біла тура · e1 чорна тура | a8 чорна тура · e8 чорний кінь · e7 білий кінь · g7 чорний пішак · c6 біла тура · b5 чорний король · c5 білий слон · d5 чорний пішак · a4 чорний пішак · c4 білий кінь · a3 білий король · d3 білий пішак · g2 чорний кінь · h2 білий ферзь · c1 біла тура · e1 чорна тура | a8 чорна тура · e8 чорний кінь · e7 білий кінь · g7 чорний пішак · c6 біла тура · b5 чорний король · c5 білий слон · d5 чорний пішак · a4 чорний пішак · c4 білий кінь · a3 білий король · d3 білий пішак · g2 чорний кінь · h2 білий ферзь · c1 біла тура · e1 чорна тура | a8 чорна тура · e8 чорний кінь · e7 білий кінь · g7 чорний пішак · c6 біла тура · b5 чорний король · c5 білий слон · d5 чорний пішак · a4 чорний пішак · c4 білий кінь · a3 білий король · d3 білий пішак · g2 чорний кінь · h2 білий ферзь · c1 біла тура · e1 чорна тура | a8 чорна тура · e8 чорний кінь · e7 білий кінь · g7 чорний пішак · c6 біла тура · b5 чорний король · c5 білий слон · d5 чорний пішак · a4 чорний пішак · c4 білий кінь · a3 білий король · d3 білий пішак · g2 чорний кінь · h2 білий ферзь · c1 біла тура · e1 чорна тура | a8 чорна тура · e8 чорний кінь · e7 білий кінь · g7 чорний пішак · c6 біла тура · b5 чорний король · c5 білий слон · d5 чорний пішак · a4 чорний пішак · c4 білий кінь · a3 білий король · d3 білий пішак · g2 чорний кінь · h2 білий ферзь · c1 біла тура · e1 чорна тура | a8 чорна тура · e8 чорний кінь · e7 білий кінь · g7 чорний пішак · c6 біла тура · b5 чорний король · c5 білий слон · d5 чорний пішак · a4 чорний пішак · c4 білий кінь · a3 білий король · d3 білий пішак · g2 чорний кінь · h2 білий ферзь · c1 біла тура · e1 чорна тура | a8 чорна тура · e8 чорний кінь · e7 білий кінь · g7 чорний пішак · c6 біла тура · b5 чорний король · c5 білий слон · d5 чорний пішак · a4 чорний пішак · c4 білий кінь · a3 білий король · d3 білий пішак · g2 чорний кінь · h2 білий ферзь · c1 біла тура · e1 чорна тура | 6 |
| 5 | a8 чорна тура · e8 чорний кінь · e7 білий кінь · g7 чорний пішак · c6 біла тура · b5 чорний король · c5 білий слон · d5 чорний пішак · a4 чорний пішак · c4 білий кінь · a3 білий король · d3 білий пішак · g2 чорний кінь · h2 білий ферзь · c1 біла тура · e1 чорна тура | a8 чорна тура · e8 чорний кінь · e7 білий кінь · g7 чорний пішак · c6 біла тура · b5 чорний король · c5 білий слон · d5 чорний пішак · a4 чорний пішак · c4 білий кінь · a3 білий король · d3 білий пішак · g2 чорний кінь · h2 білий ферзь · c1 біла тура · e1 чорна тура | a8 чорна тура · e8 чорний кінь · e7 білий кінь · g7 чорний пішак · c6 біла тура · b5 чорний король · c5 білий слон · d5 чорний пішак · a4 чорний пішак · c4 білий кінь · a3 білий король · d3 білий пішак · g2 чорний кінь · h2 білий ферзь · c1 біла тура · e1 чорна тура | a8 чорна тура · e8 чорний кінь · e7 білий кінь · g7 чорний пішак · c6 біла тура · b5 чорний король · c5 білий слон · d5 чорний пішак · a4 чорний пішак · c4 білий кінь · a3 білий король · d3 білий пішак · g2 чорний кінь · h2 білий ферзь · c1 біла тура · e1 чорна тура | a8 чорна тура · e8 чорний кінь · e7 білий кінь · g7 чорний пішак · c6 біла тура · b5 чорний король · c5 білий слон · d5 чорний пішак · a4 чорний пішак · c4 білий кінь · a3 білий король · d3 білий пішак · g2 чорний кінь · h2 білий ферзь · c1 біла тура · e1 чорна тура | a8 чорна тура · e8 чорний кінь · e7 білий кінь · g7 чорний пішак · c6 біла тура · b5 чорний король · c5 білий слон · d5 чорний пішак · a4 чорний пішак · c4 білий кінь · a3 білий король · d3 білий пішак · g2 чорний кінь · h2 білий ферзь · c1 біла тура · e1 чорна тура | a8 чорна тура · e8 чорний кінь · e7 білий кінь · g7 чорний пішак · c6 біла тура · b5 чорний король · c5 білий слон · d5 чорний пішак · a4 чорний пішак · c4 білий кінь · a3 білий король · d3 білий пішак · g2 чорний кінь · h2 білий ферзь · c1 біла тура · e1 чорна тура | a8 чорна тура · e8 чорний кінь · e7 білий кінь · g7 чорний пішак · c6 біла тура · b5 чорний король · c5 білий слон · d5 чорний пішак · a4 чорний пішак · c4 білий кінь · a3 білий король · d3 білий пішак · g2 чорний кінь · h2 білий ферзь · c1 біла тура · e1 чорна тура | 5 |
| 4 | a8 чорна тура · e8 чорний кінь · e7 білий кінь · g7 чорний пішак · c6 біла тура · b5 чорний король · c5 білий слон · d5 чорний пішак · a4 чорний пішак · c4 білий кінь · a3 білий король · d3 білий пішак · g2 чорний кінь · h2 білий ферзь · c1 біла тура · e1 чорна тура | a8 чорна тура · e8 чорний кінь · e7 білий кінь · g7 чорний пішак · c6 біла тура · b5 чорний король · c5 білий слон · d5 чорний пішак · a4 чорний пішак · c4 білий кінь · a3 білий король · d3 білий пішак · g2 чорний кінь · h2 білий ферзь · c1 біла тура · e1 чорна тура | a8 чорна тура · e8 чорний кінь · e7 білий кінь · g7 чорний пішак · c6 біла тура · b5 чорний король · c5 білий слон · d5 чорний пішак · a4 чорний пішак · c4 білий кінь · a3 білий король · d3 білий пішак · g2 чорний кінь · h2 білий ферзь · c1 біла тура · e1 чорна тура | a8 чорна тура · e8 чорний кінь · e7 білий кінь · g7 чорний пішак · c6 біла тура · b5 чорний король · c5 білий слон · d5 чорний пішак · a4 чорний пішак · c4 білий кінь · a3 білий король · d3 білий пішак · g2 чорний кінь · h2 білий ферзь · c1 біла тура · e1 чорна тура | a8 чорна тура · e8 чорний кінь · e7 білий кінь · g7 чорний пішак · c6 біла тура · b5 чорний король · c5 білий слон · d5 чорний пішак · a4 чорний пішак · c4 білий кінь · a3 білий король · d3 білий пішак · g2 чорний кінь · h2 білий ферзь · c1 біла тура · e1 чорна тура | a8 чорна тура · e8 чорний кінь · e7 білий кінь · g7 чорний пішак · c6 біла тура · b5 чорний король · c5 білий слон · d5 чорний пішак · a4 чорний пішак · c4 білий кінь · a3 білий король · d3 білий пішак · g2 чорний кінь · h2 білий ферзь · c1 біла тура · e1 чорна тура | a8 чорна тура · e8 чорний кінь · e7 білий кінь · g7 чорний пішак · c6 біла тура · b5 чорний король · c5 білий слон · d5 чорний пішак · a4 чорний пішак · c4 білий кінь · a3 білий король · d3 білий пішак · g2 чорний кінь · h2 білий ферзь · c1 біла тура · e1 чорна тура | a8 чорна тура · e8 чорний кінь · e7 білий кінь · g7 чорний пішак · c6 біла тура · b5 чорний король · c5 білий слон · d5 чорний пішак · a4 чорний пішак · c4 білий кінь · a3 білий король · d3 білий пішак · g2 чорний кінь · h2 білий ферзь · c1 біла тура · e1 чорна тура | 4 |
| 3 | a8 чорна тура · e8 чорний кінь · e7 білий кінь · g7 чорний пішак · c6 біла тура · b5 чорний король · c5 білий слон · d5 чорний пішак · a4 чорний пішак · c4 білий кінь · a3 білий король · d3 білий пішак · g2 чорний кінь · h2 білий ферзь · c1 біла тура · e1 чорна тура | a8 чорна тура · e8 чорний кінь · e7 білий кінь · g7 чорний пішак · c6 біла тура · b5 чорний король · c5 білий слон · d5 чорний пішак · a4 чорний пішак · c4 білий кінь · a3 білий король · d3 білий пішак · g2 чорний кінь · h2 білий ферзь · c1 біла тура · e1 чорна тура | a8 чорна тура · e8 чорний кінь · e7 білий кінь · g7 чорний пішак · c6 біла тура · b5 чорний король · c5 білий слон · d5 чорний пішак · a4 чорний пішак · c4 білий кінь · a3 білий король · d3 білий пішак · g2 чорний кінь · h2 білий ферзь · c1 біла тура · e1 чорна тура | a8 чорна тура · e8 чорний кінь · e7 білий кінь · g7 чорний пішак · c6 біла тура · b5 чорний король · c5 білий слон · d5 чорний пішак · a4 чорний пішак · c4 білий кінь · a3 білий король · d3 білий пішак · g2 чорний кінь · h2 білий ферзь · c1 біла тура · e1 чорна тура | a8 чорна тура · e8 чорний кінь · e7 білий кінь · g7 чорний пішак · c6 біла тура · b5 чорний король · c5 білий слон · d5 чорний пішак · a4 чорний пішак · c4 білий кінь · a3 білий король · d3 білий пішак · g2 чорний кінь · h2 білий ферзь · c1 біла тура · e1 чорна тура | a8 чорна тура · e8 чорний кінь · e7 білий кінь · g7 чорний пішак · c6 біла тура · b5 чорний король · c5 білий слон · d5 чорний пішак · a4 чорний пішак · c4 білий кінь · a3 білий король · d3 білий пішак · g2 чорний кінь · h2 білий ферзь · c1 біла тура · e1 чорна тура | a8 чорна тура · e8 чорний кінь · e7 білий кінь · g7 чорний пішак · c6 біла тура · b5 чорний король · c5 білий слон · d5 чорний пішак · a4 чорний пішак · c4 білий кінь · a3 білий король · d3 білий пішак · g2 чорний кінь · h2 білий ферзь · c1 біла тура · e1 чорна тура | a8 чорна тура · e8 чорний кінь · e7 білий кінь · g7 чорний пішак · c6 біла тура · b5 чорний король · c5 білий слон · d5 чорний пішак · a4 чорний пішак · c4 білий кінь · a3 білий король · d3 білий пішак · g2 чорний кінь · h2 білий ферзь · c1 біла тура · e1 чорна тура | 3 |
| 2 | a8 чорна тура · e8 чорний кінь · e7 білий кінь · g7 чорний пішак · c6 біла тура · b5 чорний король · c5 білий слон · d5 чорний пішак · a4 чорний пішак · c4 білий кінь · a3 білий король · d3 білий пішак · g2 чорний кінь · h2 білий ферзь · c1 біла тура · e1 чорна тура | a8 чорна тура · e8 чорний кінь · e7 білий кінь · g7 чорний пішак · c6 біла тура · b5 чорний король · c5 білий слон · d5 чорний пішак · a4 чорний пішак · c4 білий кінь · a3 білий король · d3 білий пішак · g2 чорний кінь · h2 білий ферзь · c1 біла тура · e1 чорна тура | a8 чорна тура · e8 чорний кінь · e7 білий кінь · g7 чорний пішак · c6 біла тура · b5 чорний король · c5 білий слон · d5 чорний пішак · a4 чорний пішак · c4 білий кінь · a3 білий король · d3 білий пішак · g2 чорний кінь · h2 білий ферзь · c1 біла тура · e1 чорна тура | a8 чорна тура · e8 чорний кінь · e7 білий кінь · g7 чорний пішак · c6 біла тура · b5 чорний король · c5 білий слон · d5 чорний пішак · a4 чорний пішак · c4 білий кінь · a3 білий король · d3 білий пішак · g2 чорний кінь · h2 білий ферзь · c1 біла тура · e1 чорна тура | a8 чорна тура · e8 чорний кінь · e7 білий кінь · g7 чорний пішак · c6 біла тура · b5 чорний король · c5 білий слон · d5 чорний пішак · a4 чорний пішак · c4 білий кінь · a3 білий король · d3 білий пішак · g2 чорний кінь · h2 білий ферзь · c1 біла тура · e1 чорна тура | a8 чорна тура · e8 чорний кінь · e7 білий кінь · g7 чорний пішак · c6 біла тура · b5 чорний король · c5 білий слон · d5 чорний пішак · a4 чорний пішак · c4 білий кінь · a3 білий король · d3 білий пішак · g2 чорний кінь · h2 білий ферзь · c1 біла тура · e1 чорна тура | a8 чорна тура · e8 чорний кінь · e7 білий кінь · g7 чорний пішак · c6 біла тура · b5 чорний король · c5 білий слон · d5 чорний пішак · a4 чорний пішак · c4 білий кінь · a3 білий король · d3 білий пішак · g2 чорний кінь · h2 білий ферзь · c1 біла тура · e1 чорна тура | a8 чорна тура · e8 чорний кінь · e7 білий кінь · g7 чорний пішак · c6 біла тура · b5 чорний король · c5 білий слон · d5 чорний пішак · a4 чорний пішак · c4 білий кінь · a3 білий король · d3 білий пішак · g2 чорний кінь · h2 білий ферзь · c1 біла тура · e1 чорна тура | 2 |
| 1 | a8 чорна тура · e8 чорний кінь · e7 білий кінь · g7 чорний пішак · c6 біла тура · b5 чорний король · c5 білий слон · d5 чорний пішак · a4 чорний пішак · c4 білий кінь · a3 білий король · d3 білий пішак · g2 чорний кінь · h2 білий ферзь · c1 біла тура · e1 чорна тура | a8 чорна тура · e8 чорний кінь · e7 білий кінь · g7 чорний пішак · c6 біла тура · b5 чорний король · c5 білий слон · d5 чорний пішак · a4 чорний пішак · c4 білий кінь · a3 білий король · d3 білий пішак · g2 чорний кінь · h2 білий ферзь · c1 біла тура · e1 чорна тура | a8 чорна тура · e8 чорний кінь · e7 білий кінь · g7 чорний пішак · c6 біла тура · b5 чорний король · c5 білий слон · d5 чорний пішак · a4 чорний пішак · c4 білий кінь · a3 білий король · d3 білий пішак · g2 чорний кінь · h2 білий ферзь · c1 біла тура · e1 чорна тура | a8 чорна тура · e8 чорний кінь · e7 білий кінь · g7 чорний пішак · c6 біла тура · b5 чорний король · c5 білий слон · d5 чорний пішак · a4 чорний пішак · c4 білий кінь · a3 білий король · d3 білий пішак · g2 чорний кінь · h2 білий ферзь · c1 біла тура · e1 чорна тура | a8 чорна тура · e8 чорний кінь · e7 білий кінь · g7 чорний пішак · c6 біла тура · b5 чорний король · c5 білий слон · d5 чорний пішак · a4 чорний пішак · c4 білий кінь · a3 білий король · d3 білий пішак · g2 чорний кінь · h2 білий ферзь · c1 біла тура · e1 чорна тура | a8 чорна тура · e8 чорний кінь · e7 білий кінь · g7 чорний пішак · c6 біла тура · b5 чорний король · c5 білий слон · d5 чорний пішак · a4 чорний пішак · c4 білий кінь · a3 білий король · d3 білий пішак · g2 чорний кінь · h2 білий ферзь · c1 біла тура · e1 чорна тура | a8 чорна тура · e8 чорний кінь · e7 білий кінь · g7 чорний пішак · c6 біла тура · b5 чорний король · c5 білий слон · d5 чорний пішак · a4 чорний пішак · c4 білий кінь · a3 білий король · d3 білий пішак · g2 чорний кінь · h2 білий ферзь · c1 біла тура · e1 чорна тура | a8 чорна тура · e8 чорний кінь · e7 білий кінь · g7 чорний пішак · c6 біла тура · b5 чорний король · c5 білий слон · d5 чорний пішак · a4 чорний пішак · c4 білий кінь · a3 білий король · d3 білий пішак · g2 чорний кінь · h2 білий ферзь · c1 біла тура · e1 чорна тура | 1 |
|   | a | b | c | d | e | f | g | h |   |

1. De5? ~ 2. Db2#
1. ... d4 2. Tb6#
1. ... dc 2. Le3#, 1. ... Te2!
1. Le3! ~ 2. Tb6#
 1. ... d4   2. De5#
1. ... Se3 2. Db2#
В задачі виражено тему Єрохіна і тему псевдо-Єрохіна.